# انهض (فلم)
انهض (بالإنجليزية: Get on Up) هو فيلم دراما , سيرة ذاتية و موسيقى أُصدر في الولايات المتحدة سنة 2014. الفيلم من إخراج تيت تايلور.

## القصة
يروي الفيلم قصة حياة جايمس براون الأب الروحي لموسيقى السول؛ (تشادويك بوسمان). يكشف الفيلم النقاب عن الجانب الإنساني لجايمس براون، وكيف تغلب على الفقر المدقع الذي نشأ فيه، تنتقل مشاهد الفيلم بين أورقة طفولة جايمس براون ثم شبابه ونضوجة حتى أصبح واحدا من عمالقة الموسيقى في الولايات المتحدة؛ حيث إن موسيقى جايمس براون أحدثت طفرة في تاريخ الموسيقى، ليس فقط في أمريكا بل والعالم كله..

## الممثلون والشخصيات
- تشادويك بوسمان

جايمس براون
- فيولا ديفيس

(سوزي براون)
- دان ايكرويد

(بين بارت)
- اوكتافيا سبنسر

(هاني)
- ليني جيمس

(جوزيف جايمس)
- تيكا سومبتير

(يوفون فير)
- نيلسان إليس

(بوبي بيرد)

## وصلات خارجية
- الموقع الرسمي
- انهض على موقع IMDb (الإنجليزية)
- انهض على موقع ميتاكريتيك (الإنجليزية)
- انهض على موقع روتن توميتوز (الإنجليزية)
- انهض على موقع قاعدة بيانات الأفلام العربية
- انهض على موقع ألو سيني (الفرنسية)
- انهض على موقع أول موفي (الإنجليزية)
- انهض على موقع بوكس أوفيس موجو (الإنجليزية)
- انهض على موقع فيلمافينيتي (الإسبانية)
- انهض على موقع قاعدة بيانات الأفلام السويدية (السويدية)
- انهض على موقع قاعدة بيانات الفيلم (الإنجليزية)